# Nicolai Ulfsten
Nicolai Ulfsten, ursprungligen Nilsen, född den 29 december 1853 i Bergen, död den 24 december 1885 i Oslo, var en norsk målare.
Ulfsten blev 1874 elev till Hans Gude i Karlsruhe och hämtade senare sina motiv från de låga kusterna på Lister och  Jaederen. 1879 företog han en resa till Egypten, varifrån han också medförde en del motiv. I Oskar II:s samling fanns en tavla av honom, Mörtfiskare vid Stavanger, och i drottning Sofias en med motiv från Lister, och drottning Viktoria ägde en med motiv från Jaederen.